# Dead Pigs
Dead Pigs is een Amerikaans-Chinese film uit 2018, geschreven en geregisseerd door Cathy Yan.

## Verhaal
Terwijl duizenden dode varkens om onverklaarbare redenen de rivier afdrijven in een snel moderniserend Shanghai, kruisen de wegen van een niet erg succesvolle varkensboer, een romantische hulpkelner, een expat-architect en een ontgoocheld rijk meisje elkaar.

## Rolverdeling
| Acteur        | Personage   |
| ------------- | ----------- |
| Vivian Wu     | Candy Wang  |
| Haoyu Yang    | Old Wang    |
| Mason Lee     | Wang Zhen   |
| Meng Li       | Xia Xia     |
| David Rysdahl | Sean Landry |
| Zazie Beetz   | Angie       |

## Release
Dead Pigs ging op 19 januari 2018 in première op het Sundance Film Festival in de World Cinema Dramatic Competition.